# Tellervo Koivisto

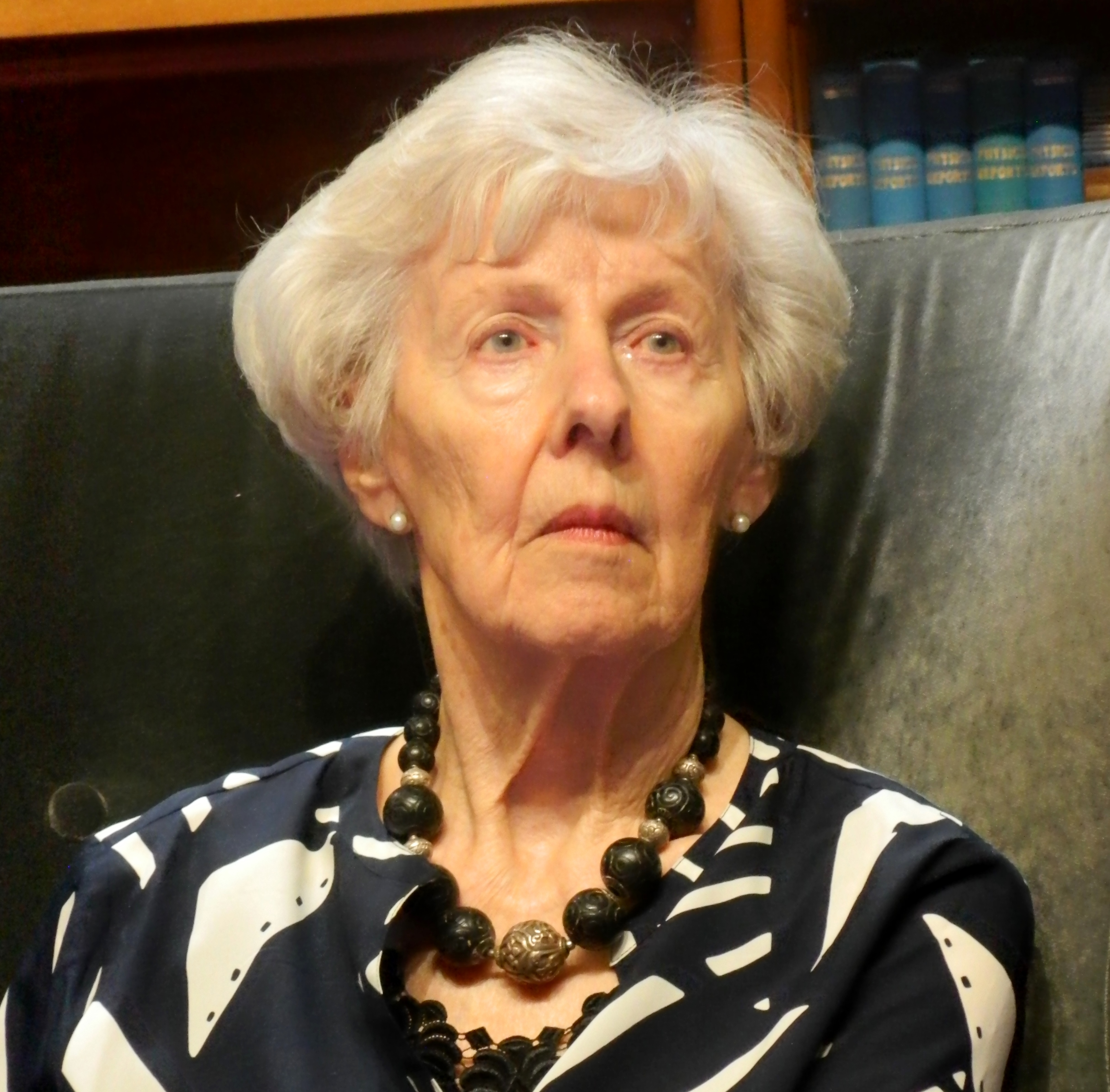
Taimi Tellervo Koivisto (2017)

Taimi Tellervo Koivisto (* 2. Januar 1929 in Punkalaidun als Taimi Tellervo Kankaanranta) ist eine finnische Politikerin, Ökonomin, Lehrerin, Hausfrau, Autorin sowie die Ehefrau von Mauno Koivisto. Als solche war sie vom 27. Januar 1982 bis zum 1. März 1994 First Lady von Finnland. Außerdem ist sie ehemaliges Mitglied des finnischen Parlaments und vertrat die Sozialdemokratische Partei Finnlands.

## Leben und Wirken
Koivisto wurde 1929 in eine ärmliche Familie in der westfinnischen Gemeinde Punkalaidun, in der Region Satakunta, geboren. Nach dem Abschluss der Grundschule ging Koivisto auf ein Gymnasium in Huittinen, wo sie 1949 ihr Abitur machte. Danach besuchte sie die Handelshochschule in Turku und lernte dort im Dezember 1950 ihren zukünftigen Ehemann kennen. Das Paar heiratete am 22. Juni 1952. 1953 machte Koivisto ihren Abschluss und arbeitete ab 1954 als Lehrerin. Im Jahr 1957 wurde sie Hausfrau, als ihre Tochter Assi geboren wurde. Diese wurde später bei den Präsidentschaftswahlen 1982 in das Wahlkollegium gewählt. In den späten 1960er und frühen 1970er Jahren war die Finnin in der feministischen Organisation Yhdistys 9 aktiv und arbeitete von 1968 bis 1972 als Kolumnistin für das Nachrichtenmagazin Suomen Kuvalehti. 1976 kandidierte sie für den Stadtrat von Helsinki. Während der Präsidentschaftszeit ihres Mannes konzentrierte sich Koivisto mehr auf soziale Themen und Wohltätigkeitsarbeit als auf ihre zeremonielle Position der First Lady. In ihrer Autobiografie von 1999 schrieb Tellervo Koivisto offen über ihre Depression, die im Alter von 70 Jahren durch ihre Kindheitserinnerungen an Schulmobbing ausgelöst wurde. An ihrem 90. Geburtstag erzählte Koivisto von den Misshandlungen, die sie während ihrer Schulzeit erlebte. Nach eigenen Angaben wurde sie von dem örtlichen Pfarrer, der ihr Religionslehrer war, missbraucht. Koivisto wurde auf ihr nacktes Gesäß geschlagen, der Priester stellte Fragen zu ihrer Periode. Sie beschrieb sein Verhalten als „sadistisch“. Inspiriert von der MeToo-Bewegung erzählte Koivisto auch von der sexuellen Belästigung, die sie im finnischen Parlament erlebte. Am 25. Dezember 2020 wurde Koivisto nach einem Sturz in ihrem Haus, bei dem sie sich die Hüfte brach, ins Krankenhaus eingeliefert.

## Werke
- Elämän siivellä: Päiväkirjan lehtiä, Helsinki; Kirjayhtymä, 1970
- Päiväkirjan uudet sivut, Helsinki; Ottawa, 1999, ISBN 978-951-11642-6-5

## Auszeichnungen
- Finnischer Orden der Weißen Rose
- Orden des Marienland-Kreuzes
- Sankt-Olav-Orden
- Nordstern-Orden